# Altruisme
L'altruisme est la préoccupation pour le bien-être d'autrui, indépendamment des bénéfices personnels ou de la réciprocité.
Le mot « altruisme » a été popularisé (et peut-être inventé) par le philosophe français Auguste Comte en tant qu'antonyme de l'égoïsme. Il l'a dérivé de l'italien altrui, lui-même issu du latin alteri, signifiant « les autres » ou « quelqu'un d'autre ».
L'altruisme constitue une valeur morale importante dans de nombreuses cultures et religions. Il peut s'étendre au-delà des soins aux humains pour inclure les autres êtres sentients et les générations futures.
L'altruisme, tel qu'observé dans les populations d'organismes, désigne une action effectuée par un individu à ses propres dépens (par exemple, en termes de plaisir, de qualité de vie, de temps, ou de probabilité de survie ou de reproduction) qui profite, directement ou indirectement, à un autre individu, sans attente de réciprocité ou de compensation pour cette action.
En éthique, le terme « altruisme » peut désigner une doctrine affirmant que les individus ont une obligation morale de bénéficier aux autres. Dans ce sens, il est généralement opposé à l'égoïsme, qui soutient que les individus ont une obligation morale de se servir eux-mêmes en priorité.
L'altruisme efficace est un mouvement social et philosophique qui utilise une approche analytique pour maximiser l'impact positif des actions altruistes.

## Origine du mot
Le mot altruisme apparaît pour la première fois sous la plume d'Auguste Comte dans son ouvrage Catéchisme positiviste (1852). Il désigne une attitude d'attachement, de bonté, voire de vénération envers autrui, qui résulte d'un sentiment d'amour instinctif ou réfléchi pour l'autre. Faisant de l'altruisme le principe de sa religion, Auguste Comte considère que l'existence innée des instincts altruistes est « la principale découverte de la science moderne ».
La psychanalyste argentine Raquel Capurro, également philosophe de formation, décrit précisément dans quelles conditions Auguste Comte a élaboré la « religion » positiviste : Comte tombe très amoureux de Clotilde de Vaux en 1845, c'est alors qu'elle attrape la tuberculose, et meurt un an plus tard. Auguste Comte a du mal à faire son deuil : se recueillant dans l'église Saint-Paul près de l'appartement de Clotilde de Vaux, ce deuil participe à l'invention de la « religion de l'humanité », qu'il qualifie de fétichisme : l'ethnologie était à la mode à cette époque, et on découvrait ces pratiques dans les cultes africains. La couverture de son Système de politique positive, publié en 1851 et dédié à « sainte Clothilde », comprend les slogans « Ordre et progrès », « Vivre pour autrui ».
Pourtant opposé au mysticisme politique d'Auguste Comte, le philosophe évolutionniste Herbert Spencer reprend à son compte le terme d'altruisme.

## Approche sociobiologique
Bien qu'un comportement altruiste semble a priori être contradictoire par rapport à des principes énoncés au sujet de la sélection naturelle, un comportement qui tient compte d'autrui peut être sélectionné et l'on constate des comportements altruistes dans la nature (voir sélection de parentèle). Un examen plus fin par la sociobiologie des mécanismes à l'œuvre, des niveaux de sélection génétique, et d'expression des individus montre que, s'il y a un égoïsme, il serait davantage au niveau des gènes eux-mêmes.
L'« altruisme de clocher » a été évoqué par Darwin pour expliquer en termes évolutionnistes le comportement social chez l'homme : ce comportement associe l'altruisme, où des personnes agissent à leurs dépens pour les membres de leur groupe, avec une attitude hostile à l'égard des autres groupes. Par exemple, un soldat qui se bat contre un ennemi au péril de sa vie pour protéger son pays, des supporters de football qui favorisent la « confiance intragroupe » et l'« agression défensive » envers les autres groupes. Des recherches montrent que ce comportement est corrélé au taux d'ocytocine cérébral.
L'altruisme pourrait avoir une composante génétique, la présence d'un allèle du gène COMT semblant être associé avec un comportement plus altruiste.

## Définition égoïste
- Si vous ne connaissez pas le sujet, laissez ce bandeau (vous pouvez alors contacter les auteurs).
- Si vous supprimez le contenu mis en cause (vous pouvez préalablement contacter les auteurs),

argumentez précisément cette suppression dans la page de discussion
(un manque de référence n'est pas un argument ; une recherche réelle de référence doit avoir été effectuée, être formellement documentée).
Pour l'égoïste ou l'amoral, l'altruisme est le fait de se soumettre à une idée,. Ainsi, dans cette définition, le patriote est un altruiste. Pour le défenseur de l'égoïsme, Max Stirner, l'altruisme procède de l'Idée. L'altruiste serait donc quelqu'un de très moral, d'idéaliste et de désintéressé, donc un esclave. Le libéralisme, sévèrement pourfendu dans L'Unique et sa propriété, conduirait à l'altruisme, même si une personne croit servir son intérêt personnel. En critiquant le libéralisme, Stirner rejette le socialisme et le capitalisme. Ces systèmes économiques et politiques favorisent l'altruisme et donc l'esclavage de la Pensée. Pour Stirner, l'amour et la sociabilité procèdent de l'égoïsme, alors que l'altruisme est un devoir. À aucun moment, Max Stirner n'emploie le mot « altruisme » pour définir le contraire de l'égoïsme, mais le mot « idéalisme ». James L. Walker, un des adeptes de Stirner, dans son ouvrage The philosophy of Egoism, associera idéalisme à altruisme. Thrasymaque, dans La République de Platon, suppose que l'altruisme n'est pas naturel et que nous sommes tous prompts à l'injustice.